# Audi Sport
Audi Sport GmbH stoprocentní dceřiná společnost AUDI AG se sídlem v Neckarsulmu. Vznikla v roce 1983 jako quattro GmbH, nezávislou se stala v roce 1996, v roce 2016 změnila název na současný.
Společnost má na starosti úpravy různých modelů Audi. Počátky původní společnosti quattro GmbH sahají do roku 1983, kdy byla založena za účelem prodeje příslušenství, především koženého čalounění podle přání zákazníka. V 90. letech byl záběr společnosti quattro GmbH postupně rozšiřován. Kromě individualizace vozidel (Audi exclusive; výbavy S line) a nabídky příslušenství (Audi collection) odpovídá quattro GmbH v současnosti také za vývoj a výrobu modelů RS a Audi R8, jakož i oblast zákaznického motoristického sportu (Audi Sport; od roku 2009).
Společnost quattro GmbH sídlí v Neckarsulmu a zaměstnává přibližně 750 lidí. Během 30 let své existence vyrobila cca 90 tisíc vozů, individualizovala více než 160 tisíc vozů a prodala 2,5 milionu příslušenství. V roce 2013 byla v průmyslovém parku Böllinger Höfe zahájena výstavba nové výrobní haly s karosárnou a montážní linkou pod jednou střechou pro Audi R8. Výroba supersportovního modelu se přestěhuje do nových prostor na podzim 2014.
Modely RS jsou sportovní vysokovýkonné verze, které představují vrchol příslušné modelové řady. Společnost quattro GmbH stála rovněž za vznikem dvanáctiválcového SUV Audi Q7 V12 TDI quattro. Aktuální výrobní program zahrnuje modely RS 4 Avant, RS 5 Coupé, RS 5 Cabriolet, RS 6 Avant, RS 7 Sportback, RS Q3, R8 Coupé a R8 Spyder.
Mezi nejprodávanější příslušenství patří jedinečná kola z lehké slitiny s průměrem ráfku až 21 palců. Další možnosti individualizace nabízí paleta laků karoserie s více než 100 barevnými odstíny, včetně matných laků pro vybrané modely, a bezpočet barevných kombinací a materiálů v interiéru. Specialitou pro nejnáročnější zákazníky jsou limitované edice Audi exclusive concept, které byly dosud představeny na základě modelů Audi Q7 V12 TDI (2009), SQ5 TDI (2012) a A8 L W12 (2013).
Oddělení Audi Sport nabízí zákazníkům v oblasti motoristického sportu úspěšné závodní vozy Audi R8 LMS, resp. Audi R8 LMS ultra (modernizovaná verze dodávaná od února 2013). Pro severoamerické mistrovství GRAND-AM je k dispozici Audi R8 GRAND-AM, zatímco v Číně se jezdí značkový pohár s vozy Audi R8 LMS.

## Motorsport

### Výsledky ve WRC

#### Éra skupiny B (1981–1986)
| Rok  | Vůz                   | Jezdec              | 1       | 2       | 3       | 4       | 5       | 6       | 7       | 8       | 9       | 10      | 11      | 12      | 13  | PJ        | Body | PK       | Body |
| ---- | --------------------- | ------------------- | ------- | ------- | ------- | ------- | ------- | ------- | ------- | ------- | ------- | ------- | ------- | ------- | --- | --------- | ---- | -------- | ---- |
| 1981 | Audi Quattro          | Hannu Mikkola       | MON Ret | SWE 1   | POR Ret | KEN     | FRA Ret | GRC Ret | ARG     | BRA     | FIN 3   | ITA 4   | CIV     | GBR 1   |     | 3. místo  | 62   | 5. místo | 63   |
| 1981 | Audi Quattro          | Michèle Mouton      | MON Ret | SWE     | POR 4   | KEN     | FRA Ret | GRC Ret | ARG     | BRA     | FIN 13  | ITA 1   | CIV     | GBR Ret |     | 8. místo  | 30   | 5. místo | 63   |
| 1981 | Audi Quattro          | Franz Wittmann      | MON     | SWE     | POR     | KEN     | FRA     | GRC DSQ | ARG     | BRA     | FIN Ret | ITA     | CIV     | GBR     |     | -         | 0    | 5. místo | 63   |
| 1981 | Audi Quattro          | Michele Cinotto     | MON     | SWE     | POR     | KEN     | FRA     | GRC     | ARG     | BRA     | FIN     | ITA Ret | CIV     | GBR     |     | -         | 0    | 5. místo | 63   |
| 1982 | Audi Quattro          | Michèle Mouton      | MON Ret | SWE 5   | POR 1   | KEN     | FRA 7   | GRC 1   | NZL Ret | BRA 1   | FIN Ret | ITA 4   | CIV Ret | GBR 2   |     | 2. místo  | 97   | 1. místo | 116  |
| 1982 | Audi Quattro          | Hannu Mikkola       | MON 2   | SWE 16  | POR Ret | KEN     | FRA Ret | GRC Ret | NZL Ret | BRA Ret | FIN 1   | ITA 2   | CIV Ret | GBR 1   |     | 3. místo  | 70   | 1. místo | 116  |
| 1982 | Audi Quattro          | Michele Cinotto     | MON Ret | SWE     | POR     | KEN     | FRA     | GRC Ret | NZL     | BRA     | FIN     | ITA 6   | CIV     | GBR     |     | 33. místo | 6    | 1. místo | 116  |
| 1982 | Audi Quattro          | Stig Blomqvist      | MON     | SWE 1   | POR     | KEN     | FRA     | GRC     | NZL     | BRA     | FIN 2   | ITA 1   | CIV     | GBR     |     | 4. místo  | 58   | 1. místo | 116  |
| 1982 | Audi Quattro          | Franz Wittmann      | MON     | SWE     | POR 3   | KEN     | FRA Ret | GRC     | NZL     | BRA     | FIN     | ITA Ret | CIV     | GBR     |     | 15. místo | 12   | 1. místo | 116  |
| 1982 | Audi Quattro          | Harald Demuth       | MON     | SWE     | POR     | KEN     | FRA     | GRC     | NZL     | BRA     | FIN     | ITA Ret | CIV     | GBR 5   |     | 26. místo | 8    | 1. místo | 116  |
| 1983 | Audi Quattro A1       | Hannu Mikkola       | MON 4   | SWE 1   | POR 1   | KEN 2   |         |         |         |         |         |         |         |         |     | 1. místo  | 125  | 2. místo | 116  |
| 1983 | Audi Quattro A2       | Hannu Mikkola       |         |         |         |         | FRA Ret | GRC Ret | NZL Ret | ARG 1   | FIN 1   | ITA Ret | CIV 2   | GBR 2   |     | 1. místo  | 125  | 2. místo | 116  |
| 1983 | Audi Quattro A1       | Michèle Mouton      | MON Ret | SWE 4   | POR 2   | KEN 3   |         |         |         |         |         |         |         |         |     | 5. místo  | 53   | 2. místo | 116  |
| 1983 | Audi Quattro A2       | Michèle Mouton      |         |         |         |         | FRA Ret | GRC Ret | NZL Ret | ARG 3   | FIN 16  | ITA 7   | CIV     | GBR Ret |     | 5. místo  | 53   | 2. místo | 116  |
| 1983 | Audi Quattro A1       | Stig Blomqvist      | MON 3   |         | POR Ret | KEN     | FRA     |         |         |         |         |         |         |         |     | 4. místo  | 89   | 2. místo | 116  |
| 1983 | Audi 80 Quattro       | Stig Blomqvist      |         | SWE 2   |         |         |         |         |         |         |         |         |         |         |     | 4. místo  | 89   | 2. místo | 116  |
| 1983 | Audi Quattro A2       | Stig Blomqvist      |         |         |         |         |         | GRC 3   | NZL DSQ | ARG 2   | FIN 2   | ITA Ret | CIV     | GBR 1   |     | 4. místo  | 89   | 2. místo | 116  |
| 1983 | Audi Quattro A1       | Vic Preston jr.     | MON     | SWE     | POR     | KEN Ret | FRA     | GRC     | NZL     | ARG     | FIN     | ITA     | CIV     | GBR     |     | -         | 0    | 2. místo | 116  |
| 1983 | Audi Quattro A2       | Shekhar Mehta       | MON     | SWE     | POR     | KEN     | FRA     | GRC     | NZL     | ARG 4   | FIN     | ITA     | CIV     | GBR     |     | 9. místo  | 26   | 2. místo | 116  |
| 1983 | Audi Quattro A2       | Luis Di Palma       | MON     | SWE     | POR     | KEN     | FRA     | GRC     | NZL     | ARG Ret | FIN     | ITA     | CIV     | GBR     |     | -         | 0    | 2. místo | 116  |
| 1983 | Audi Quattro A2       | Bernard Darniche    | MON     | SWE     | POR     | KEN     | FRA     | GRC     | NZL     | ARG     | FIN     | ITA 9   | CIV     | GBR     |     | 50. místo | 2    | 2. místo | 116  |
| 1983 | Audi Quattro A2       | Lasse Lampi         | MON     | SWE     | POR     | KEN     | FRA     | GRC     | NZL     | ARG     | FIN     | ITA     | CIV Ret | GBR     |     | 8. místo  | 26   | 2. místo | 116  |
| 1984 | Audi Quattro A2       | Stig Blomqvist      | MON 2   | SWE 1   | POR Ret | KEN Ret | FRA 5   | GRC 1   | NZL 1   | ARG 1   | FIN 4   |         |         |         |     | 1. místo  | 133  | 1. místo | 120  |
| 1984 | Audi Sport Quattro    | Stig Blomqvist      |         |         |         |         |         |         |         |         |         | ITA Ret | CIV 1   | GBR     |     | 1. místo  | 133  | 1. místo | 120  |
| 1984 | Audi Quattro A2       | Hannu Mikkola       | MON 3   | SWE     | POR 1   | KEN 3   | FRA     | GRC 2   | NZL 3   | ARG 2   |         |         | CIV 2   | GBR 2   |     | 2. místo  | 133  | 1. místo | 120  |
| 1984 | Audi Sport Quattro    | Hannu Mikkola       |         |         |         |         |         |         |         |         | FIN Ret | ITA     |         |         |     | 2. místo  | 133  | 1. místo | 120  |
| 1984 | Audi Quattro A2       | Walter Röhrl        | MON 1   | SWE     | POR 6   | KEN     |         |         | NZL Ret | ARG     | FIN     |         |         |         |     | 11. místo | 26   | 1. místo | 120  |
| 1984 | Audi Sport Quattro    | Walter Röhrl        |         |         |         |         | FRA Ret | GRC Ret |         |         |         | ITA Ret | CIV     | GBR     |     | 11. místo | 26   | 1. místo | 120  |
| 1984 | Audi Quattro A2       | Michèle Mouton      | MON     | SWE 2   | POR     | KEN Ret | FRA     |         |         |         |         |         |         |         |     | 12. místo | 25   | 1. místo | 120  |
| 1984 | Audi Sport Quattro    | Michèle Mouton      |         |         |         |         |         | GRC Ret | NZL     | ARG     | FIN Ret | ITA     | CIV     | GBR 4   |     | 12. místo | 25   | 1. místo | 120  |
| 1984 | Audi Quattro A2       | Sarel van der Merwe | MON     | SWE     | POR Ret | KEN     | FRA     | GRC     | NZL     | ARG     | FIN     | ITA     | CIV     | GBR     |     | -         | 0    | 1. místo | 120  |
| 1984 | Audi Quattro A2       | Jorge Recalde       | MON     | SWE     | POR     | KEN     | FRA     | GRC     | NZL     | ARG 3   | FIN     | ITA     | CIV     | GBR     |     | 16. místo | 12   | 1. místo | 120  |
| 1985 | Audi Sport Quattro    | Stig Blomqvist      | MON 4   | SWE 2   | POR 4   | KEN Ret | FRA     | GRC 2   | NZL 4   | ARG Ret | FIN 2   | ITA     | CIV     | GBR     |     | 2. místo  | 75   | 2. místo | 126  |
| 1985 | Audi Sport Quattro    | Walter Röhrl        | MON 2   | SWE Ret | POR 3   | KEN     | FRA Ret | GRC Ret | NZL 3   | ARG     | FIN     | ITA 1   | CIV     | GBR Ret |     | 3. místo  | 59   | 2. místo | 126  |
| 1985 | Audi Sport Quattro    | Hannu Mikkola       | MON     | SWE 4   | POR     | KEN Ret | FRA     | GRC     | NZL     | ARG     | FIN Ret | ITA     | CIV     | GBR Ret |     | 22. místo | 10   | 2. místo | 126  |
| 1985 | Audi Sport Quattro    | Michèle Mouton      | MON     | SWE     | POR     | KEN     | FRA     | GRC     | NZL     | ARG     | FIN     | ITA     | CIV Ret | GBR     |     | -         | 0    | 2. místo | 126  |
| 1985 | Audi Sport Quattro    | Franz Braun         | MON     | SWE     | POR     | KEN     | FRA     | GRC     | NZL     | ARG     | FIN     | ITA     | CIV Ret | GBR     |     | -         | 0    | 2. místo | 126  |
| 1986 | Audi Sport Quattro E2 | Walter Röhrl        | MON 4   | SWE     | POR Ret | KEN     | FRA     | GRC     | NZL     | ARG     | FIN     | CIV     | ITA     | GBR     | USA | 22nd      | 10   | 4. místo | 29   |
| 1986 | Audi Sport Quattro E2 | Hannu Mikkola       | MON 3   | SWE     | POR     | KEN     | FRA     | GRC     | NZL     | ARG     | FIN     | CIV     | ITA     | GBR     | USA | 18. místo | 12   | 4. místo | 29   |
| 1986 | Audi 90 Quattro       | Mikael Ericsson     | MON     | SWE 4   | POR     | KEN     | FRA     | GRC     | NZL     | ARG     | FIN     | CIV     | ITA     | GBR     | USA | 8. místo  | 28   | 4. místo | 29   |
| 1986 | Audi Sport Quattro E2 | Gunnar Pettersson   | MON     | SWE 5   | POR     | KEN     | FRA     | GRC     | NZL     | ARG     | FIN     | CIV     | ITA     | GBR     | USA | 29. místo | 8    | 4. místo | 29   |
| 1986 | Audi 80 Quattro       | Rudolf Stohl        | MON     | SWE     | POR     | KEN Ret | FRA     | GRC     | NZL     | ARG     | FIN     | CIV     | ITA     | GBR     | USA | 15. místo | 16   | 4. místo | 29   |

#### Éra skupiny A (1987)
| Rok  | Vůz                | Jezdec             | 1       | 2   | 3     | 4     | 5   | 6       | 7       | 8   | 9   | 10      | 11      | 12     | 13    | PJ         | Body | PK       | Body |
| ---- | ------------------ | ------------------ | ------- | --- | ----- | ----- | --- | ------- | ------- | --- | --- | ------- | ------- | ------ | ----- | ---------- | ---- | -------- | ---- |
| 1987 | Audi 200 Quattro   | Hannu Mikkola      | MON     | SWE | POR   | KEN 1 | FRA | GRE 3   | USA     | NZL | ARG | FIN Ret | CIV     | ITA    | GBR   | 8th        | 32   | 2. místo | 82   |
| 1987 | Audi 200 Quattro   | Walter Röhrl       | MON 3   | SWE | POR   | KEN 2 | FRA | GRE Ret | USA     | NZL | ARG | FIN     | CIV     | ITA    | GBR   | 11. místo  | 27   | 2. místo | 82   |
| 1987 | Audi Coupé Quattro | Rudi Stohl         | MON Ret | SWE | POR 7 | KEN 7 | FRA | GRE 9   | USA     | NZL | ARG | FIN     | CIV Ret | ITA 16 | GBR   | 30. místo  | 10   | 2. místo | 82   |
| 1987 | Audi Coupé Quattro | Paolo Alessandrini | MON     | SWE | POR   | KEN   | FRA | GRE Ret | USA 5   | NZL | ARG | FIN     | CIV     | ITA    | GBR   | 29. místo* | 10*  | 2. místo | 82   |
| 1987 | Audi Coupé Quattro | David Llewellin    | MON     | SWE | POR   | KEN   | FRA | GRE     | USA     | NZL | ARG | FIN     | CIV     | ITA 17 | GBR 6 | 31. místo  | 8    | 2. místo | 82   |
| 1987 | Audi Coupé Quattro | John Buffum        | MON     | SWE | POR   | KEN   | FRA | GRE     | USA Ret | NZL | ARG | FIN     | CIV     | ITA    | GBR   | -          | 0    | 2. místo | 82   |

### Výsledky ve Formuli E
| Sezona                        | Šasi                          | Pohonná jednotka              | Pneu                          | No.                           | Jezdci                        | 1                             | 2                             | 3                             | 4                             | 5                             | 6                             | 7                             | 8                             | 9                             | 10                            | 11                            | 12                            | 13                            | 14                            | P.J.                          | Body                          | P.K.                          | Body                          |
| Audi Sport ABT Formula E Team | Audi Sport ABT Formula E Team | Audi Sport ABT Formula E Team | Audi Sport ABT Formula E Team | Audi Sport ABT Formula E Team | Audi Sport ABT Formula E Team | Audi Sport ABT Formula E Team | Audi Sport ABT Formula E Team | Audi Sport ABT Formula E Team | Audi Sport ABT Formula E Team | Audi Sport ABT Formula E Team | Audi Sport ABT Formula E Team | Audi Sport ABT Formula E Team | Audi Sport ABT Formula E Team | Audi Sport ABT Formula E Team | Audi Sport ABT Formula E Team | Audi Sport ABT Formula E Team | Audi Sport ABT Formula E Team | Audi Sport ABT Formula E Team | Audi Sport ABT Formula E Team | Audi Sport ABT Formula E Team | Audi Sport ABT Formula E Team | Audi Sport ABT Formula E Team | Audi Sport ABT Formula E Team |
| ----------------------------- | ----------------------------- | ----------------------------- | ----------------------------- | ----------------------------- | ----------------------------- | ----------------------------- | ----------------------------- | ----------------------------- | ----------------------------- | ----------------------------- | ----------------------------- | ----------------------------- | ----------------------------- | ----------------------------- | ----------------------------- | ----------------------------- | ----------------------------- | ----------------------------- | ----------------------------- | ----------------------------- | ----------------------------- | ----------------------------- | ----------------------------- |
| 2014–15                       | Spark SRT01-e                 | SRT01-e1                      | Michelin                      |                               |                               | BEI                           | PUT                           | PDE                           | BUE                           | MIA                           | LBH                           | MCO                           | BER                           | MSC                           | LON                           | LON                           |                               |                               |                               |                               |                               |                               |                               |
| 2014–15                       | Spark SRT01-e                 | SRT01-e1                      | Michelin                      | 11                            | Lucas di Grassi               | 1                             | 2                             | 3                             | Ret                           | 9                             | 3                             | 2                             | DSQ                           | 2                             | 4                             | 6                             |                               |                               |                               | 3. místo                      | 133                           | 3. místo                      | 165                           |
| 2014–15                       | Spark SRT01-e                 | SRT01-e1                      | Michelin                      | 66                            | Daniel Abt                    | 10                            | 10                            | 15                            | 13†                           | 3                             | 15                            | Ret                           | 14                            | 5                             | Ret                           | 11                            |                               |                               |                               | 11. místo                     | 32                            | 3. místo                      | 165                           |
| ABT Schaeffler Audi Sport     |                               |                               |                               |                               |                               |                               |                               |                               |                               |                               |                               |                               |                               |                               |                               |                               |                               |                               |                               |                               |                               |                               |                               |
| 2015–16                       | Spark SRT01-e                 | ABT Schaeffler FE01           | Michelin                      |                               |                               | BEI                           | PUT                           | PDE                           | BUE                           | MEX                           | LBH                           | PAR                           | BER                           | LON                           | LON                           |                               |                               |                               |                               |                               |                               |                               |                               |
| 2015–16                       | Spark SRT01-e                 | ABT Schaeffler FE01           | Michelin                      | 11                            | Lucas di Grassi               | 2                             | 1                             | 2                             | 3                             | DSQ                           | 1                             | 1                             | 3                             | 4                             | Ret                           |                               |                               |                               |                               | 2. místo                      | 153                           | 2. místo                      | 221                           |
| 2015–16                       | Spark SRT01-e                 | ABT Schaeffler FE01           | Michelin                      | 66                            | Daniel Abt                    | 11                            | 7                             | 8                             | 13                            | 7                             | 3                             | 10                            | 2                             | Ret                           | 2                             |                               |                               |                               |                               | 7. místo                      | 68                            | 2. místo                      | 221                           |
| 2016–17                       | Spark SRT01-e                 | ABT Schaeffler FE02           | Michelin                      |                               |                               | HKG                           | MRK                           | BUE                           | MEX                           | MCO                           | PAR                           | BER                           | BER                           | NYC                           | NYC                           | MTL                           | MTL                           |                               |                               |                               |                               |                               |                               |
| 2016–17                       | Spark SRT01-e                 | ABT Schaeffler FE02           | Michelin                      | 11                            | Lucas di Grassi               | 2                             | 5                             | 3                             | 1                             | 2                             | Ret                           | 2                             | 3                             | 4                             | 5                             | 1                             | 7                             |                               |                               | 1. místo                      | 248                           | 2. místo                      | 248                           |
| 2016–17                       | Spark SRT01-e                 | ABT Schaeffler FE02           | Michelin                      | 66                            | Daniel Abt                    | Ret                           | 6                             | 7                             | 7                             | 7                             | 13                            | 6                             | 4                             | 14                            | Ret                           | 4                             | 6                             |                               |                               | 8. místo                      | 67                            | 2. místo                      | 248                           |
| Audi Sport ABT Schaeffler     |                               |                               |                               |                               |                               |                               |                               |                               |                               |                               |                               |                               |                               |                               |                               |                               |                               |                               |                               |                               |                               |                               |                               |
| 2017–18                       | Spark SRT01-e                 | Audi e-tron FE04              | Michelin                      |                               |                               | HKG                           | HKG                           | MRK                           | SCL                           | MEX                           | PDE                           | RME                           | PAR                           | BER                           | ZUR                           | NYC                           | NYC                           |                               |                               |                               |                               |                               |                               |
| 2017–18                       | Spark SRT01-e                 | Audi e-tron FE04              | Michelin                      | 1                             | Lucas di Grassi               | 17                            | 14                            | Ret                           | Ret                           | 9                             | 2                             | 2                             | 2                             | 2                             | 1                             | 1                             | 2                             |                               |                               | 2. místo                      | 144                           | 1. místo                      | 264                           |
| 2017–18                       | Spark SRT01-e                 | Audi e-tron FE04              | Michelin                      | 66                            | Daniel Abt                    | 5                             | DSQ                           | 10                            | Ret                           | 1                             | 14                            | 4                             | 7                             | 1                             | 13                            | 2                             | 3                             |                               |                               | 5. místo                      | 120                           | 1. místo                      | 264                           |
| 2018–19                       | Spark SRT05e                  | Audi e-tron FE05              | Michelin                      |                               |                               | ADR                           | MRK                           | SCL                           | MEX                           | HKG                           | SYX                           | RME                           | PAR                           | MCO                           | BER                           | BRN                           | NYC                           | NYC                           |                               |                               |                               |                               |                               |
| 2018–19                       | Spark SRT05e                  | Audi e-tron FE05              | Michelin                      | 11                            | Lucas di Grassi               | 9                             | 7                             | 12                            | 1                             | 2                             | 15†                           | 7                             | 4                             | Ret                           | 1                             | 9                             | 5                             | 18†                           |                               | 3. místo                      | 108                           | 2. místo                      | 203                           |
| 2018–19                       | Spark SRT05e                  | Audi e-tron FE05              | Michelin                      | 66                            | Daniel Abt                    | 8                             | 10                            | 3                             | 10                            | 4                             | 5                             | 18†                           | 3                             | 15                            | 6                             | 6                             | 6                             | 5                             |                               | 7. místo                      | 95                            | 2. místo                      | 203                           |
| 2019–20                       | Spark SRT05e                  | Audi e-tron FE06              | Michelin                      |                               |                               | DIR                           | DIR                           | SCL                           | MEX                           | MRK                           | SYX                           | RME                           | PAR                           | SEO                           | JAK                           | BER                           | NYC                           | LON                           | LON                           |                               |                               |                               |                               |
| 2019–20                       | Spark SRT05e                  | Audi e-tron FE06              | Michelin                      | 11                            | Lucas di Grassi               | 13                            | 2                             | 7                             | 6                             | 7                             |                               |                               |                               |                               |                               |                               |                               |                               |                               | 5. místo*                     | 38*                           | 6. místo*                     | 46*                           |
| 2019–20                       | Spark SRT05e                  | Audi e-tron FE06              | Michelin                      | 66                            | Daniel Abt^                   | Ret                           | 6                             | 14                            | Ret                           | 14                            |                               |                               |                               |                               |                               |                               |                               |                               |                               | 17. místo*                    | 8*                            | 6. místo*                     | 46*                           |